# ماهواره ظفر
ظفر ماهواره‌ای سنجش از دور بود و قرار بود تا پایان سال ۱۳۹۸ ه‍.خ با ماهواره‌بر سیمرغ ایرانی و بومی پرتاب شود. این ماهواره قرار بود در مدار دایره‌ای حرکت کند. وزن این ماهواره ۱۱۳ کیلوگرم و دارای طول عمر تجهیزاتی ۱٫۵ سال بود.
بر روی این ماهواره ۴ دوربین رنگی نصب شد. این دوربین‌ها دارای وضوح ۲۶ برای ظفر۱ و ۱۶ متری برای ظفر۲ است، و قادر به تصویربرداری از سطح زمین می‌باشد. به گفتۀ محققان این ماهواره دقت سیستم کنترل تعیین وضعیت ماهوارۀ ظفر نسبت به ماهوارۀ نوید ۳۰۰ درصد پیشرفت داشته‌است.

## شکست مأموریت ماهواره
مأموریت ماهواره ظفر با شکست مواجه شد. بنابر گفتۀ احمد حسینی، سخنگوی امور فضایی وزارت دفاع جمهوری اسلامی، ماهواره‌بر به سرعت لازم جهت تزریق در مدار مورد نظر نرسید.
محمدهادی مرعشی، معاون امنیتی انتظامی استاندار سیستان و بلوچستان احتمال داد که قطعات ماهوارۀ ظفر در منطقۀ سرجنگل و چاه احمد زاهدان سقوط کرده باشد و ۸ صدای مهیب در آن منطقه شنیده شده‌است.

## موضع‌گیری‌ها
وزارت خارجۀ فرانسه با انتشار بیانیه‌ای گفت که فرانسه تلاش ایران برای پرتاب ماهواره به فضا که مرتبط با فناوری موشک‌های بالستیک، خصوصاً موشک‌های بالستیک میان‌قاره‌ای، است، را محکوم می‌کند.
مایک پمپئو، وزیر امور خارجهٔ آمریکا، خواستار اعمال فشارهای بیشتر بر رژیم تهران شد؛ وی جمهوری اسلامی ایران را متهم کرد که از طریق پرتاب ماهواره در حال تقویت توانایی‌های خود در زمینهٔ تولید موشک‌های بالستیکی قاره‌پیما می‌باشد.